# 振新纱厂
31°34′14″N 120°17′25″E / 31.57052°N 120.29029°E
振新纱厂，又称无锡第四棉纺厂、无锡四棉纺织限有限公司，位于中国江苏省无锡市，1906年创建，是中国近代、现代的一个纺织工厂。其旧址位于其旧址位于健康路南段、古运河南岸，是江苏省文物保护单位。

## 沿革
光绪三十一年（1905年）夏，荣瑞馨在上海北京路寿圣庵宴请工商界人士。期间荣德生出示章程，建议在无锡开一纱厂，得到叶慎斋、张石君、鲍咸昌、徐子仪等人赞同，众人提议新厂名为振新，由上述等人及荣氏兄弟为发起人，集资30万元，7个发起人（荣宗敬、荣德生、荣瑞馨、张石君、张云伯、叶慎斋、徐子仪）各认3万，其余分头招募，最终筹集到的资本额为27.08万元，并用28亩地作为基础，向瑞生洋行定购英国道白生牌纱机。次年2月开始动工。光绪三十三年（1907年）3月21日开工，经理为张云伯，副经理为徐子仪，大股东为荣瑞馨。
由于管理不善，振新纱厂很快就出现亏损，在张石君、叶慎斋等支持下，荣德生到厂视事，快速出手库存偿还债务，实际负责管理生产。光绪三十四年（1908年），荣宗敬因裕大祥投机失败倒闭而巨亏，加之茂新面粉厂连年亏损，荣氏兄弟被迫关闭广生钱庄，全力维持茂新和振新。宣统元年（1909年），上海、无锡两地股东发生争执，导致上海股东退出振新，股权由无锡股东并进。除荣瑞馨和荣氏兄弟并进一部分外，唐水臣也参与并进。与此同时，振新改由荣宗敬任董事长，荣德生任总经理，工厂利润开始扩大，“球鹤牌”棉纱一度在上海市场与日本“蓝鱼牌”竞争。宣统二年（1910年），荣瑞馨因橡皮股票风潮投资巨亏，荣氏家族勉强撑起振新纱厂。宣统三年的辛亥革命，促使银根紧缩，振新资金出现资金链断裂问题。
1914年，随着第一次世界大战爆发及五四运动掀起抵制日货热潮，振新纱厂经营进入高峰期，荣德胜提议在上海、南京、郑州分建工厂，但遭到其他董事反对。荣德胜愤而将其在振新的股票与荣瑞馨的茂新股票对调，并退出振新。1935年，在日资纱厂倾销下，工厂被迫停工。1937年，因无力还债，振新纱厂由上海银行托管，更名为公记振新纺织厂，此后陆续开始恢复生产。1937年11月，侵华日军攻占无锡，并焚毁了大部厂房、设备和纱布。1938年3月，日军侵占工厂，并开始恢复生产。抗日战争结束后，1945年后11月复建。中华人民共和国成立后，振新纱厂改名为无锡第四棉纺厂。1998年，庆丰集团通过压锭重组，收购无锡漂染厂、无锡五绵；兼并无锡天元麻棉纺织厂、无锡四绵。同年12月31日，公司更名为无锡四棉纺织限有限公司。

## 保护
现存1949年前建造的纺部A楼、织部车间共4200平方米，为钢砼结构；仓库3400平方米，为砖木结构；此外还有打包间、锅炉房等设施。2006年，江苏省人民政府公布振新纱厂旧址为江苏省文物保护单位。该建筑为无锡较有代表性的民族工商业历史遗存之一，并列入第二批无锡工业遗产保护名录。